# Nangeville
Nangeville era una comuna francesa situada en el departamento de Loiret, de la región de Centro-Valle de Loira, que el 1 de enero de 2016 pasó a ser una comuna delegada de la comuna nueva de Le Malesherbois al fusionarse con las comunas de Coudray, Labrosse, Mainvilliers, Malesherbes, Manchecourt y Orveau-Bellesauve.

## Demografía
| Gráfica de evolución demográfica de Nangeville entre 1800 y 2013 |
|                                                                  |

Los datos demográficos contemplados en este gráfico de la comuna de Nangeville se han cogido de 1800 a 1999 de la página francesa EHESS/Cassini, y los demás datos de la página del INSEE.